# الدوري المالطي الممتاز 2014–15
الدوري المالطي الممتاز 2014–15 (بالإنجليزية: 2014–15 Maltese Premier League)‏ هو الموسم 100 من  الدوري المالطي الممتاز. أقيم خلال الفترة 16 أغسطس 2014 وحتى 15 مايو 2015، وأشرف على تنظيمه اتحاد مالطا لكرة القدم، وكان عدد الأندية المشاركة فيه  12، وفاز فيه نادي هيبرنيانز.